# V3 (kanon)

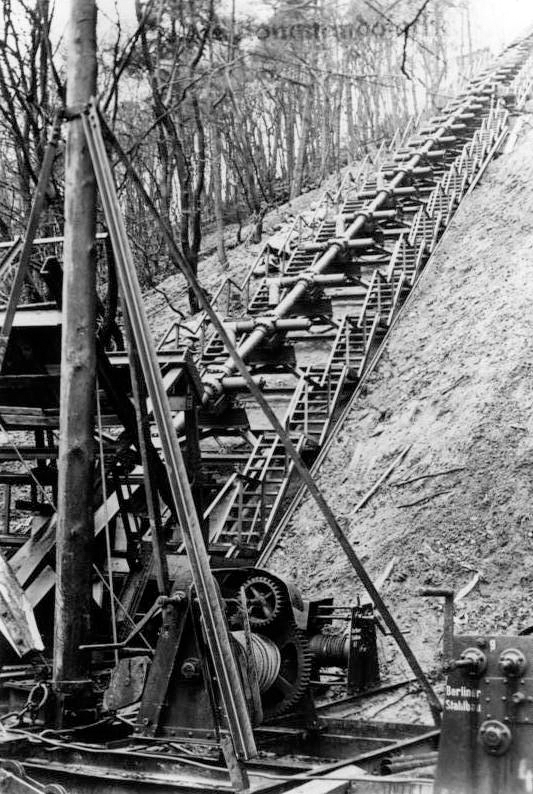
Prototype V3 kanon in 1942

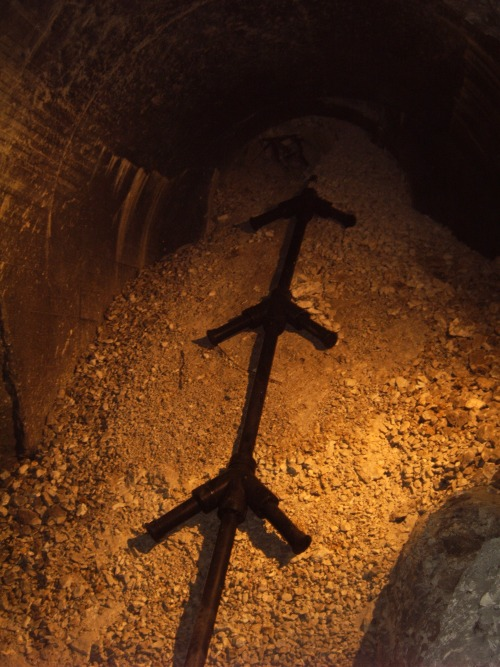
De V3 zoals tentoongesteld in het museum

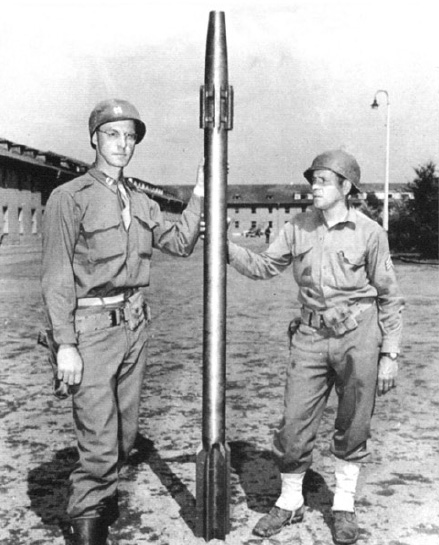
Tussen twee Amerikaanse soldaten een Sprenggranate 4481 of een V3-granaat

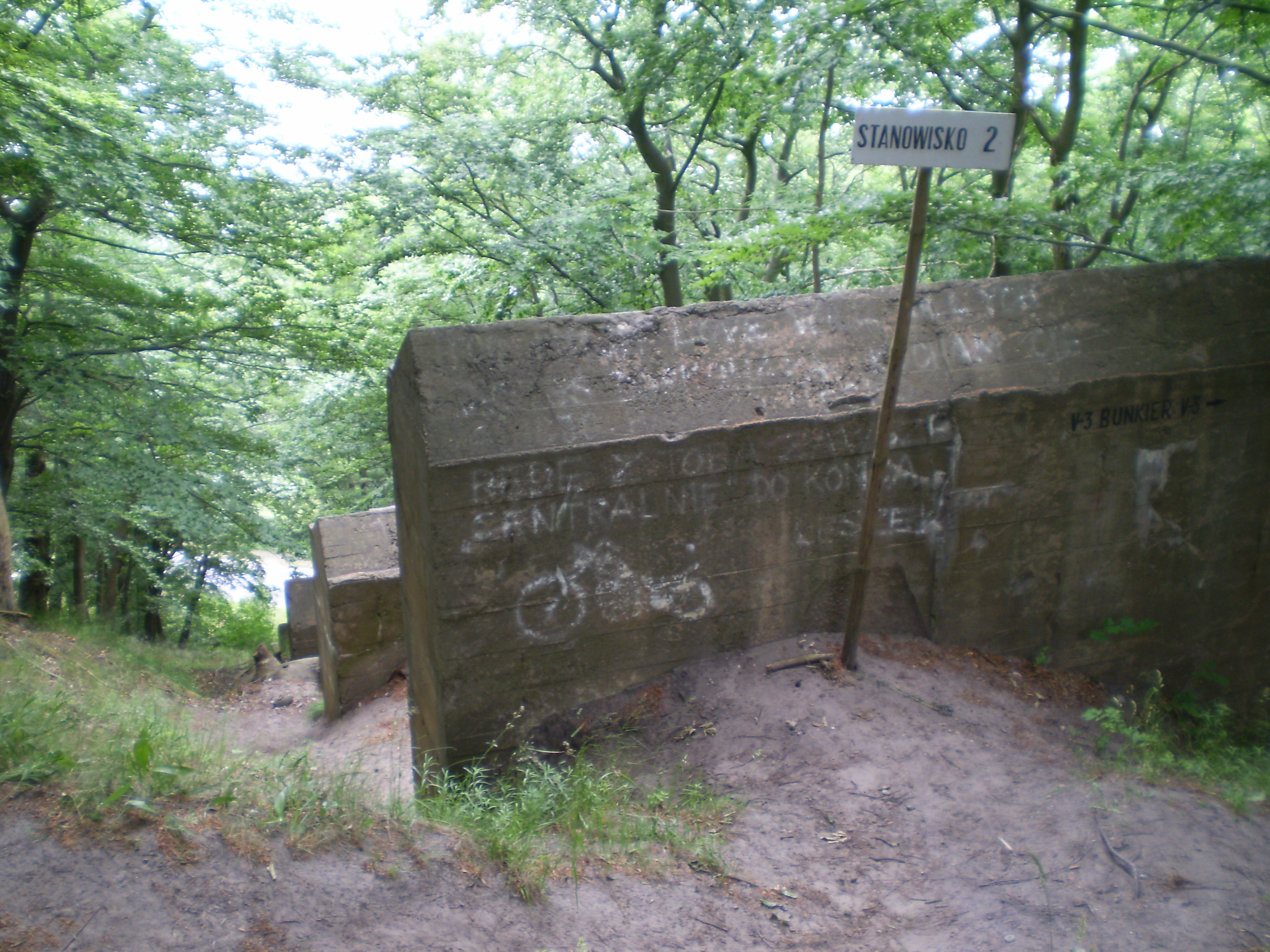
Delen van de V3-bunker

De V3 (Vergeltungswaffe 3) was een Duits meerkamerkanon uit de Tweede Wereldoorlog. Door de Duitsers werd het wapen Hochdruckpumpe (HDP) genoemd, met de bijnamen fleißiges Lieschen of, naar het uiterlijk, Tausendfüßler (duizendpoot). Britten en Amerikanen spraken van London Gun.
Nabij Calais werden twee batterijen van ieder 25 stuks gebouwd om Londen te kunnen treffen, maar deze V3's zijn nooit gebruikt. 

## Beschrijving
De V3 had een 130 meter lange loop, met om de 3,65 meter korte zijtakken onder een hoek van 45 graden waarin zich een explosieve lading bevond. Deze nevenladingen werden elektrisch tot ontploffing gebracht zodra het projectiel in de hoofdbuis de zijtak was gepasseerd. De afnemende druk van de stuwgassen werd daardoor telkens weer verhoogd. Hierdoor ontstond een enorme versnelling.
De projectielen die met de V3 zouden worden afgevuurd waren drie meter lang en hadden een diameter van elf centimeter. Ze moesten een snelheid van 1500 meter per seconde (5400 km per uur) bereiken. Men kon dan het 160 kilometer verderop gelegen Londen beschieten. V3-kanonnen konden niet gedraaid worden. Ze lagen in lange schachten in de krijtrotsen nabij Calais.

## Voorgeschiedenis
Het meerkamerkanon is in 1878 uitgevonden door de Franse ingenieur Louis-Guillaume Perreaux. Het idee was er misschien al eerder, maar dat is nooit bewezen. Het werd aan het einde van de Eerste Wereldoorlog weer opgepakt toen Krupp het 30 meter lange Parijs-Geschut ontwikkelde waarmee Parijs werd beschoten. Nadien raakte het idee weer in de vergetelheid. In 1942 werd het meerkamerkanon herontdekt door de Duitse ingenieur August Coenders, tijdens het doornemen van Franse patenten die door de Duitsers in beslag waren genomen na de Franse nederlaag in 1940.
Coenders deed in Wetzlar proeven met een miniatuur-meerkamerkanon. Deze leverden veelbelovende resultaten op en Coenders kreeg steun van Albert Speer. In januari 1943 werd het plan in Hitlers hoofdkwartier gepresenteerd. Op dat moment waren de V1- en V2-raketten nog niet operationeel. Hitler werd overtuigd dat de V3 geschikt was om Londen mee te bestoken en keurde het project goed. Het kreeg de codenaam Hochdruckpumpe. Via een complex van 50 meerkamerkanonnen zouden 600 projectielen per uur op Londen worden afgevuurd.

## Afvuurlocaties

### Mimoyecques
In september 1943 werd bij Mimoyecques begonnen met de bouw van een bunkercomplex met twee afdelingen die ieder 25 schachten zouden tellen. Er werd een spoorwegtunnel aangelegd en diverse personeelsverblijven. De bouw van het diep in de krijtrotsen gelegen complex werd uitgevoerd door de Organisation Todt. Duizenden dwangarbeiders waren er bij betrokken. De 50 schachten van 150 meter lengte werden onder een hoek van 50 graden in de rotsen uitgehakt. Deze schachten stonden in verbinding met een 600 meter lange centrale gang. Het gesteente dat bij de aanleg vrijkwam werd eerst donkergroen geverfd, en dan pas op treinwagons de tunnel uitgereden. Zo hoopten de Duitsers de aard van de werkzaamheden verborgen te kunnen houden. Het complex is voor 75% voltooid in minder dan 10 maanden tijd maar is nooit in gebruik genomen vanwege zware luchtbombardementen.

### Ardennenoffensief
Aan het eind van de oorlog bouwden de Duitsers twee kleinere V3's van 45 meter lang, waarmee het Ardennenoffensief moest worden ondersteund. Ze bleken echter onbetrouwbaar en er werden slechts enkele schoten mee afgevuurd. Volgens het Luxemburgs Nationaal Museum voor Militaire Geschiedenis in Diekirch is er minstens één V3-installatie in bedrijf geweest waarmee de stad Luxemburg is beschoten. Volgens rapportages en documentatie is het kanon minstens 183 keer afgevuurd in januari/februari 1945. Hierbij is minstens een burger om het leven gekomen nabij de huidige F.D. Roosevelt Boulevard.